# Symplecta laudatrix
Symplecta laudatrix là một loài ruồi trong họ Limoniidae. Chúng phân bố ở miền Cổ bắc.